# جوجو لاستيموسا
جوجو لاستيموسا (بالتاغالوغية: Jojo Lastimosa) مواليد 10 مارس 1964، هو مدرب كرة سلة فلبيني ولاعب سابق. بدأ مسيرته الاحترافية في سنة 1988. يدرب في الرابطة الفلبينية لكرة السلة. يبلغ طوله 6 قدم 0 بوصة (1.8 م). مثّل منتخب بلاده. اعتزل اللعب في 2002.

## سجل المنافسة
شارك في المنافسات التالية:
- بطولة أمم آسيا لكرة السلة 1987
- دورة الألعاب الآسيوية 1986
- دورة الألعاب الآسيوية 1998